# Joseph Berger
Joseph Berger (* 1904 in Krakau; † 1978), geboren als Isaak Zeliaznik, war kommunistischer Politiker als Aktivist in Palästina und als Funktionär der Kommunistischen Internationale in der Sowjetunion, wurde Opfer des Stalinschen Terrors und war später Politikwissenschaftler in Israel.

## Leben
Joseph Berger stammte aus Krakau, wanderte in den 1920er Jahren ins damalige Britisch-Palästina aus und wirkte dort in der Kommunistischen Partei Palästinas. Dort wurde er Stellvertreter des Parteisekretärs Wolf Averbuch. Die arabisch-jüdischen Unruhen mündeten im August 1929 in den ersten Bürgerkrieg in Palästina. Wie alle anderen politischen Kräfte, wurden die Kommunisten von der Gewalt, die mehrere hundert Tote innerhalb einer Woche forderte, überrascht. Die Kommunisten befanden sich mit ihrer internationalistischen Haltung zwischen den nationalistischen Fronten. Zudem nutzte die Palestine Police die Lage, um wichtige KP-Mitglieder in mehreren Wellen aus dem Land zu deportieren. So musste Joseph Berger gezwungenermaßen das Land verlassen. Er ging nach Berlin und arbeitete, als Stellvertreter von Willy Münzenberg, in der „Liga gegen Imperialismus und nationale Unabhängigkeit“. Die NS-Zeit verbrachte Berger im sowjetischen Exil, wo er die Nahost-Abteilung der Komintern leitete.
Im Februar 1935 wurde Berger in Moskau verhaftet. Er überstand die Gefängnisse Butyrka, Lubjanka sowie mehrere sibirische Lager, ebenso die Internierung auf den Solowezki-Inseln. Schließlich landete er in Irkutsk. Bis 1951 blieb Berger in Haft. Danach folgte die Verbannung in der Nähe von Krasnojarsk, wo Berger als Übersetzer arbeiten durfte. Nach sechzehn Jahren sah er dort seine Frau und seinen Sohn wieder. 1956 wurde er rehabilitiert und durfte nach Warschau ausreisen. Ein Jahr später ging er nach Israel.
Dort übernahm Joseph Berger einen Lehrauftrag für Politische Wissenschaft an der Bar-Ilan-Universität, der dann in eine außerordentliche Professur umgewandelt wurde. Berger hielt bis zu seinem Tod an der Idee eines nichtstalinistischen Sozialismus fest.

## Andere Namen
Berger, Joseph Michael; Zilsnik; Zilesnik; Zeliaznik; Barzilai, Yosef (späterer Name); Berger-Barzilai, Joseph (späterer Name)

## Werke
Joseph Berger: Elie Wiesel. Confronting the Silence. Yale University Press, New Haven and London 2023.

## Autobiographie
Shipwreck of a Generation: The Memoirs of Joseph Berger, London 1971, (englischer Titel);
Nothing But the Truth, New York 1971, (amerikanischer Titel).